# Air Rarotonga
Air Rarotonga je letecká společnost se sídlem na Rarotonga na Cookových ostrovech. Provozuje pravidelné letecké spojení mezi ostrovy v celém souostroví Cookových ostrovů a na Tahiti. Dále nabízí charterové lety do destinací, jako jsou Francouzská Polynésie, Samoa, Niue, Tonga a Kiribati.
Hlavním letištěm a uzlem této společnosti je Mezinárodní letiště Rarotonga.

## Historie
Společnost Air Rarotonga byla založena v únoru 1978 a v červenci téhož roku zahájila svůj provoz s letadlem Cessna 337. Její vlastníci jsou tři soukromí investoři. Každoročně přepraví kolem 70 000 cestujících.

## Velikost
Od května 2021 se flotila společnosti Air Rarotonga skládá ze šesti letadel:
| Letadlo              | Počet | Počet míst |
| -------------------- | ----- | ---------- |
| Saab 340A            | 2     | 34         |
| Embraer EMB 110      | 2     | 15         |
| Cessna 172L          | 1     | 2–3        |
| Cessna Citation C500 | 1     | 8          |
| Totální              | 6     |            |